# Фибринозная ангина
Фибрино́зная анги́на (дифтеро́идная, фибрино́зно-плёнчатая) — клиническая форма ангины, характеризующаяся появлением на миндалинах фибринозных налётов беловато-жёлтого цвета, регионарным лимфаденитом. Чаще всего является следствием лакунарной или фолликулярной ангины.

## Симптомы
Характерным симптомом является фибринозный налёт беловато-жёлтого цвета в виде плёнки, распространяющейся на всю поверхность нёбных миндалин, иногда выходящей за их пределы.